# Bandera heterosexual
Una bandera heterosexual és una bandera d'orgull destinada a representar l'heterosexualitat. Algunes banderes heterosexuals representen l'orgull heterosexual, un moviment contrari conservador a l'orgull gai. Però altres representen l'aliança de persones heterosexuals amb la comunitat LGBT. No existeix cap bandera heterosexual oficial, però se n'han proposat moltes per al seu ús.

## Història
Una bandera heterosexual es compon de tires blanques i negres, amb un disseny similar a la bandera de l'arc de Sant Martí de l'orgull LGBT. Existeixen diverses variacions d'aquesta bandera. Un d'ells utilitza colors blanc, gris i negre, imitant també la bandera de l'arc de Sant Martí i originari de principis dels anys 2000. També existeix una altra variació amb els símbols de gènere masculí i femení imposats al seu camp. Hi ha una variació coneguda com a bandera aliada heterosexual, que representa persones heterosexuals que donen suport a la comunitat LGBT i que combina la bandera recta en blanc i negre amb la bandera LGBT arc de Sant Martí. La part de l'arc de Sant Martí de la bandera de vegades pren la forma d'una "A", que representa la paraula "aliats", o una ve invertida. Es va originar a finals dels anys 2000, però es desconeix el seu origen exacte.
El 2015, el partit polític rus Rússia Unida, del qual formava part l'aleshores president de Rússia Vladimir Putin, va presentar una bandera de l'orgull heterosexual que es mostraria el Dia de Pere i Fevronia (també conegut com el Dia de la família, l'amor i la fidelitat). Constava d'una dona, un home i els seus tres fills amb un hashtag que deia #НастоящаяCемья ("#FamiliaReal") a continuació. Va ser creat com a resposta a la legalització del matrimoni entre persones del mateix sexe als Estats Units a principis del mateix any. Tenia tres variants, cadascuna representant un dels tres colors de la bandera de Rússia. Un representant la família i el text en vermell sobre un fons blanc mentre que les altres dues mostraven els símbols en blanc sobre un camp vermell o blau. L'organització francesa contra el matrimoni entre persones del mateix sexe La Manif pour tous va acusar el partit de plagi, ja que la bandera que utilitzava era molt semblant a la utilitzada per Rússia Unida, amb l'única diferència que la bandera de l'organització francesa té dos fills i no tres. No obstant això, Alexey Lisovenko, el cap llavors diputat de Rússia Unida a Moscou, va declarar que el disseny de la bandera s'havia fet amb l'aprovació dels creadors de la bandera de La Manif pour tous.

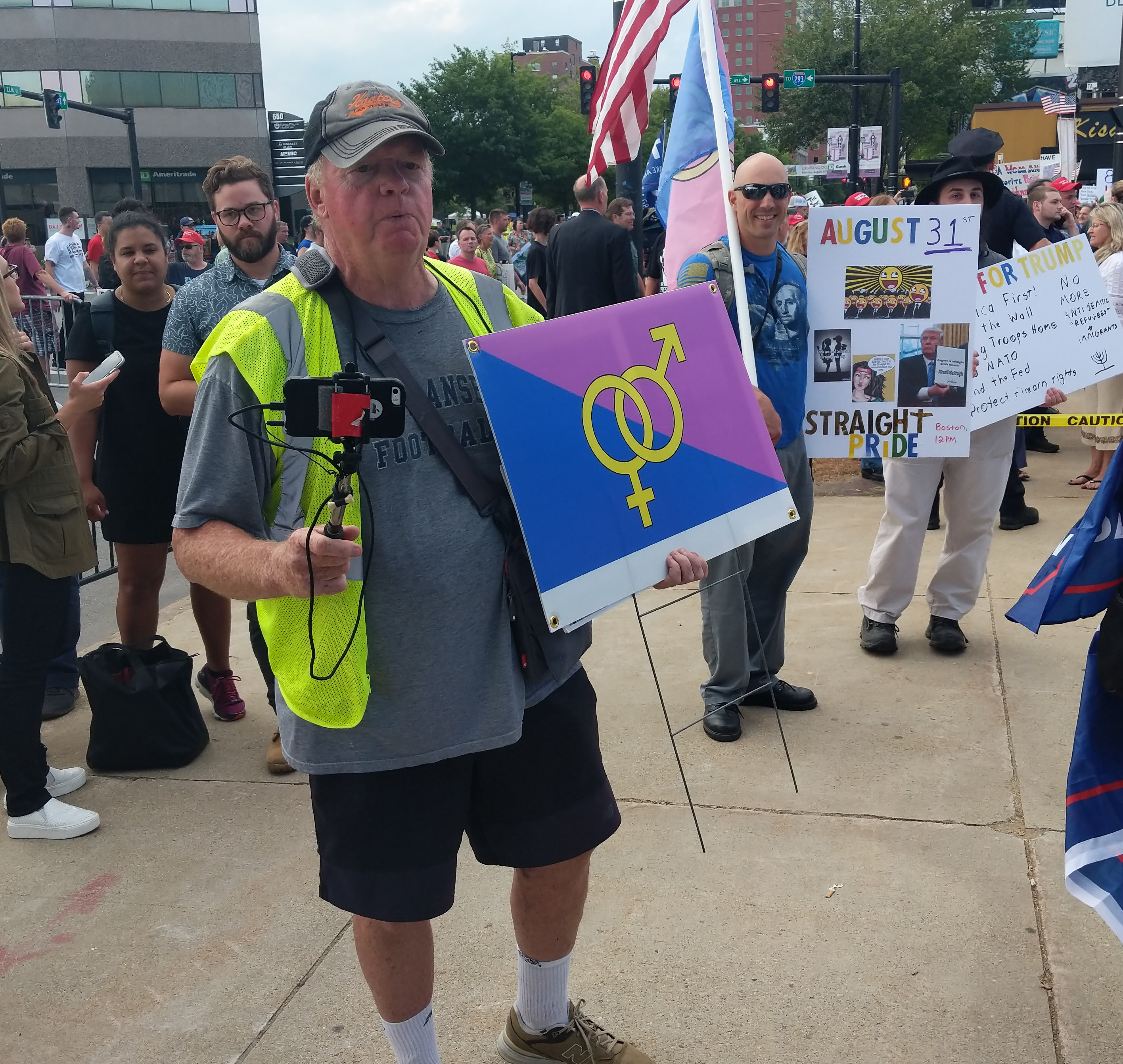
Un home sosté un cartell amb la bandera de l'orgull heterosexual utilitzada per Super Happy Fun America, abans de la desfilada de l'orgull heterosexual de Boston del 2019

El 2019, l'organització nord-americana Super Happy Fun America va liderar una desfilada de l'orgull heterosexual a Boston, als Estats Units, l'agost del mateix any. Descrita com "una resposta a la 'política identitària' de l'esquerra", l'esdeveniment va atreure diversos centenars de participants i milers de contra manifestants, que van superar enormement els participants de la desfilada. L'organització va incloure una bandera de l'orgull heterosexual al seu lloc web oficial. Aquesta bandera era rectangular i dividida des del seu eix superior fins a la seva cantonada inferior, amb rosa a la part inferior i blau a la part superior, i superposats els símbols de gènere masculí i femení entrellaçats en groc vorejats de negre.
El 2021, una tendència a les xarxes socials anomenada "super straight" va sorgir a TikTok el 21 de febrer i més tard es va estendre a altres llocs web com 4chan, Reddit i Twitter. Els partidaris van afirmar que "superheterosexual" era una nova sexualitat que descrivia heterosexuals que mai tindrien una relació sexual amb persones transgènere. El seu creador va dir que va crear el terme perquè estava cansat de ser anomenat transfòbic. La tendència va ser descrita per Insider i The Daily Dot com una campanya transfòbica i per GLAAD com a discurs d'odi en línia. Els partidaris de la tendència van crear una bandera taronja i negra, que s'ha dit que havia d'imitar el logotip de PornHub. Les variants de la bandera incloïen l'etiqueta "#SuperStraight" o símbols masculins i femenins entrellaçats. Algunes persones de 4chan van utilitzar l'acrònim SS per a "super straight", la qual cosa va fer que algunes persones, inclosos alguns partidaris de la tendència del lloc web, l'associïn amb el logotip de Schutzstaffel d'Adolf Hitler, que també utilitzava SS com a acrònim. Com a resultat, algunes banderes amb simbologia nazi també van ser usades per aquests partidaris.

## Galeria
A continuació es mostra una galeria d'algunes banderes que s'utilitzen o s'han utilitzat com a banderes per a persones heterosexuals:

Una bandera de l'orgull heterosexual[1]
Variació negre-gris-blanc d'aquesta darrera bandera[1][2]
Bandera d'aliat heterosexual[4]
Bandera utilitzada pels partidaris de la tendència "super heterosexual"[16][19][20]